# Meta
Meta (từ tiếng Hy Lạp μετά-, meta-, nghĩa là "sau" hoặc "vượt ra ngoài", có thể dịch nghĩa là siêu) là một tiền tố có nghĩa là "toàn diện hơn" hoặc "vượt qua".

## Từ nguyên
Meta- trong tiếng Hy Lạp tương đương với các tiền tố Latinh post- hoặc ad-.

## Nhận thức luận
Trong ngôn ngữ tiếng Anh của nhận thức luận, và cả trong ngôn ngữ thông dụng, tiền tố meta- được dùng để chỉ những cái nói về (phạm trù của chính nó). Ví dụ: meta-dữ liệu (còn được gọi là siêu dữ liệu) là dữ liệu về dữ liệu (ai đã tạo ra chúng, khi nào, dữ liệu ở định dạng nào, v.v.). Trong cơ sở dữ liệu, siêu dữ liệu cũng là dữ liệu về dữ liệu được lưu trữ trong từ điển dữ liệu, và những mô tả thông tin (dữ liệu) về bảng cơ sở dữ liệu như tên bảng, chủ sở hữu bảng, chi tiết về các cột (về cơ bản là các mô tả bảng). Ngoài ra, meta-ký ức trong tâm lý học có nghĩa là một cá nhân biết về việc liệu họ có thể hay không thể nhớ ra một điều gì đó nếu họ tập trung vào việc thu hồi ký ức về điều đó.

## Trò chơi điện tử
Trong trò chơi điện tử, meta cũng được hiểu như là chiến thuật khả dĩ hiệu quả nhất. (tức là chơi game nhằm mục đích của game, chứ không phải để cho vui hay giải trí)....